# شهرستان لا میتیس
شهرستان لا میتیس (به انگلیسی: La Mitis) یک منطقهٔ مسکونی در کانادا است که در باس سن لوران واقع شده‌است. شهرستان لا میتیس ۲٬۵۳۸٫۸۰ کیلومتر مربع مساحت و ۱۸٬۹۴۲ نفر جمعیت دارد.